# Liamoo

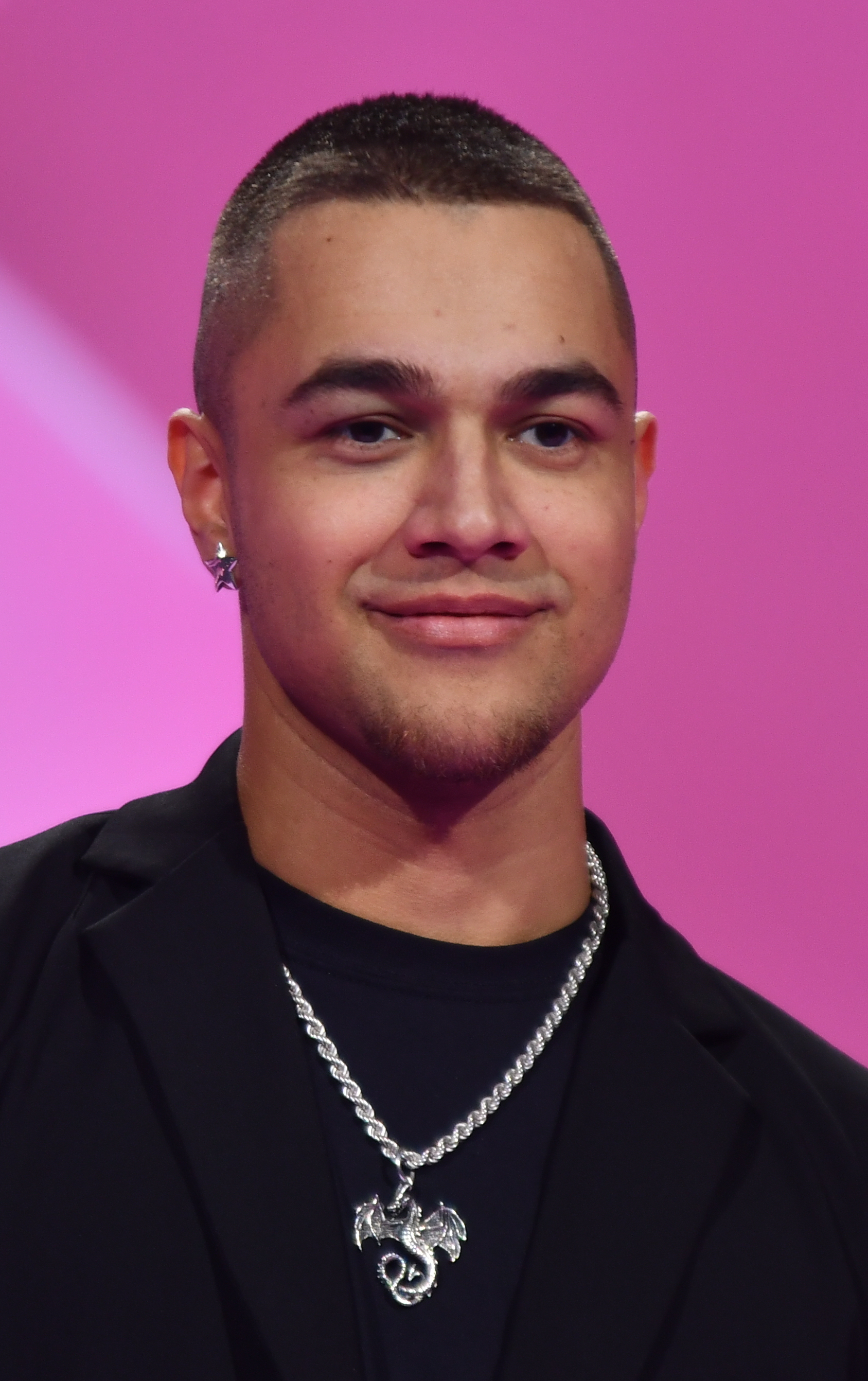
Liamoo, 2024

Per Liam Pablito Cacatian Thomassen (* 10. September 1997 in Göteborg), bekannt unter seinem Künstlernamen Liamoo, ist ein schwedischer Sänger. Er gewann im Dezember 2016 die zwölfte Staffel der Gesangs-Castingshow Idol und nahm bislang viermal am Melodifestivalen teil.

## Leben und Karriere
Liam Cacatian Thomassen wurde im September 1997 in Göteborg in der Provinz Västra Götalands län geboren.
2016 bewarb sich Cacatian Thomassen bei der zwölften Staffel der Gesangs-Castingshow Idol, die schwedische Version von Deutschland sucht den Superstar. Er erreichte das Finale, das am 9. Dezember 2016 stattfand. Dort trat er gegen Rebecka Karlsson an und gewann die Show. Seine erste Single war Playing with Fire, komponiert von Rasmus Hedegaard, Alexander Tidebrink, Calle Lehmann und Vigiland. Diese erschien am 10. Dezember 2016. Die Single erreichte in den schwedischen Charts Platz sechs.
Liamoo nahm am schwedischen Vorentscheid zum Eurovision Song Contest, dem Melodifestivalen 2018, teil. Mit seinem Song Last Breath setzte er sich im zweiten Halbfinale am 10. Februar 2018 in Göteborg gegen seine Konkurrenz durch und qualifizierte sich direkt für das Finale am 10. März in der Friends Arena in Stockholm. Hier erreichte er letztlich den sechsten Platz.
Ein Jahr später kündigte er an, erneut am Melodifestivalen teilzunehmen, diesmal im Duett mit Hanna Ferm, einer ebenfalls ehemaligen Idol-Teilnehmerin. Mit dem Song Hold You gelang es ihnen im zweiten Halbfinale in Malmö, sich direkt für das Finale am 9. März in Stockholm zu qualifizieren. Dort erreichten sie mit 107 Punkten den dritten Platz hinter John Lundvik und Bishara.
Liamoo nahm am Melodifestivalen 2022 mit dem Titel Bluffin teil. Wieder konnte er sich über das zweite Halbfinale direkt für das Finale qualifizieren. Dort erreichte er den vierten Platz.
Am 1. Dezember 2023 wurde er als Teilnehmer des Melodifestivalen 2024 vorgestellt. Er trat mit dem Lied Dragon im zweiten Halbfinale, am 10. Februar 2024 an. Er qualifizierte sich bereits zum vierten Mal direkt fürs Finale und zählt damit zu den wenigen Interpreten, die dies bereits im Melodifestivalen geschafft haben.

## Privates
Liam Cacatian Thomassen wurde im November 2021 erstmalig Vater.

## Diskografie
Singles

| Jahr | Titel Album         | Höchstplatzierung, Gesamtwochen, AuszeichnungChartsChartplatzierungen (Jahr, Titel, Album, Platzierungen, Wochen, Auszeichnungen, Anmerkungen) | Anmerkungen                                                          |
| Jahr | Titel Album         | SE | Anmerkungen                                                          |
| ---- | ------------------- | --- | -------------------------------------------------------------------- |
| 2016 | Beautiful Silence – | SE42 (3 Wo.)SE | Erstveröffentlichung: 2. Dezember 2016                               |
| 2016 | Playing with Fire – | SE6 (8 Wo.)SE | Erstveröffentlichung: 16. Dezember 2016                              |
| 2018 | Last Breath –       | SE9 Platin · (9 Wo.)SE | Erstveröffentlichung: 26. Februar 2018                               |
| 2018 | Forever Young –     | SE38 Gold · (5 Wo.)SE | Erstveröffentlichung: 26. Juli 2018 John de Sohn feat. Liamoo        |
| 2019 | Hold You –          | SE2 ×2Doppelplatin · (11 Wo.)SE | Erstveröffentlichung: 23. Februar 2019 mit Hanna Ferm                |
| 2022 | Bluffin –           | SE8 (9 Wo.)SE | Erstveröffentlichung: 26. Februar 2022                               |
| 2024 | Dragon –            | SE8 (… Wo.)SE | Erstveröffentlichung: 2. März 2024 Beitrag zum Melodifestivalen 2024 |

Weitere Singles
- 2017: Burn
- 2017: It ain’t Easy
- 2018: Journey
- 2019: Broken Hearted
- 2019: Thinking about You
- 2019: Issues
- 2019: Got Damn!
- 2020: Walk on Water
- 2021: Lonely
- 2021: Dark
- 2021: Make a Wish (mit Klara Hammarström)
- 2022: Guld, svett & tarar (mit Klara Hammarström)
- 2022: Never lie to You